# Naissance en 1127
Naissance
- 1123
- 1124
- 1125
- 1126
- 1127
- 1128
- 1129
- 1130
- 1131

Cette page dresse une liste de personnalités nées au cours de l'année 1127 :
- 9 avril : Félix de Valois, moine et ermite français, fondateur avec saint Jean de Matha de l’Ordre de la Très Sainte Trinité pour la Rédemption des captifs (les Trinitaires).
- 23 mai : Uijong, dix-huitième roi de la Corée de la dynastie Goryeo.
- 18 octobre : Go-Shirakawa, 77e empereur du Japon.
- 27 novembre : Song Xiaozong, onzième empereur de la dynastie Song.
- décembre : Henri Ier de Champagne, comte de Champagne et de Brie.

- Boleslas Ier le Long, duc de Silésie.
- Constance d'Antioche, princesse d'Antioche.
- Julián de Cuenca (es), évêque de Cuenca (Espagne).
- Meinhard de Holstein, prêtre germanique de l’Ordre des Augustins, premier évêque de Livonie et probablement originaire de Segeberg, en Holstein, qui faisait alors partie de la Hanse.
- Yang Wanli (en), poète chinois.

## Crédit d'auteurs
- Cet article est partiellement ou en totalité issu de l'article intitulé « 1127 » (voir la liste des auteurs).